# Войводово (област Враца)
 За другото българско село вижте Войводово (Област Хасково).  
Войво̀дово е село в Северозападна България. То се намира в община Мизия, област Враца.
Селото е кръстено на Войводата – бунтовник от четата на Христо Ботев, убит в местността през 1876 г.

## География
Село Войводово е разположено в Северозападна България и влиза в пределите на община Мизия. Намира се на 5,6 km южно от общинския център град Мизия. Съседни на с. Войводово са селата Крушовица и Софрониево. Покрай селото преминава река Скът, подходяща за отдих и риболов.

## История
На 3 км югозападно от селото в местността Йордановото са изровени тракийски погребения с глинени погребални урни и бронзови накити. На около километър от днешното село е старата местност Гладно поле. През 1925 г. и 1935 г. тук са намерени двата дяла на сребърното тракийско съкровище, което датира от края на V в.пр.н.е. В науката то е известно като „Букьовско тракийско съкровище“.
Селото е основано от преселници от Банат – чешки и словашки протестанти, както и банатски българи – католици. Заселилите се в България в края на ХIХ и началото на ХХ век чехи са потомци на установили се още по-отдавна в румънския град Банат емигранти. Повод за идването им е приетият през 1880 г. Закон за заселване на пустеещите земи в България, който довежда и голяма част от банатските българи, но причина са и религиозни различия (те са евангелисти). Новосъздаденото селище бързо се разраства и през 30-те години на ХХ век наброява вече около 800 жители, над 600 от които са чехи. Чешкото население във Войводово се запазва докъм 50-те години, когато огромната част от него реемигрира в тогавашна Чехословакия вследствие призива на правителството за заселване на обезлюдени погранични територии.
Някои все още го наричат чешкото село, въпреки че чехите отдавна са го напуснали. Макар и побългарено през последните 50 години, оряховското Войводово е запазило нестандартния си облик – широки улици, опънати като под конец. Нетипичните за българската архитектура къщи тук се наричат битници. Кирпичените им тухли са направени от тъпкана пръст и плет. Стените са дебели 55 cm.
До средата на петдесетте години цялото село говори само чешки, въпреки че в около тридесетина къщи живеят и българи.
Чех на полето никога не се е хранил. На обед впрягали конете, връщали се в селото, нареждали върху белите покривки ястията и след като хапнат и отпочинат, сменявали конете и пак подкарвали каруците към нивата.
В събота следобед премитали улиците и печели сладкиши – рохлички, колаче, бухти с мак. Всички се къпели, в неделя обличали нови дрехи и отивали на църква. Строго спазвали библейското правило: шест дни работи, а на седмия почивай. Отличавали се и с невероятната си сплотеност.
Село Войводово получава статут за село 31 години след основаването си. Било признато с указ № 162, обнародван на 8 април 1931 г.
След като чехите си заминали през 1950 г. в с. Войводово пристигнали заселници от Горно и Долно Уйно през 1950 г. (80 семейства), а през 1952 г. години в кирпичените къщи, останали от чехите, се заселили 40 семейства ихтиманчани. На преселниците от Кюстендилско и Ихтиманско са раздадени около 2000 декара обработваема земя.
Към 2008 г. в селото има население от 291, а кмет е Марина Ненова.

## Население
Преброяване на населението през 2011 г.
Численост и дял на етническите групи според преброяването на населението през 2011 г.:
|                     | Численост | Дял (в %) |
| Общо                | 264       | 100,00    |
| Българи             | 261       | 98,86     |
| Турци               | 0         | 0,00      |
| Цигани              | 0         | 0,00      |
| Други               | 0         | 0,00      |
| Не се самоопределят | 0         | 0,00      |
| Неотговорили        | 3         | 1,13      |

## Редовни събития
- Празник на селото – 12 юли, Петровден

Всяка година на този ден се правят курбани за светиите и се слага обща трапеза с песни и хора. Вярва се, че празникът се чества и за предпазване от огън, пожар, гръмотевици и град. Прави се и жертвоприношението на петел. Петелът е соларен знак: той, както и слънцето, отмерва времето и е символ на възкресението.

## Други
В селото има читалище с компютърна зала и интернет, кметство, здравна служба, магазин, автомивка, поща, пенсионерски клуб „ОТПЛАТА“ и детски център за работа с деца.
В селото има общност на Евангелската методистка епископална църква.
На Войводово е наречена улица в квартал „Модерно предградие“ в София (Карта).

## Галерия
- къща ново строителство
- Стара къща
- Стара къща
- Стара къща
- Старата поща на селото
- Параклис
- Детски център
- Евангелска църква
- Старото училище- детска градина
- Паметник на загиналите през Втората световна война